# Escudo de Villaviciosa

El escudo del concejo asturiano de Villaviciosa se presenta acuartelado en forma de cruz.
- El cuarto 1º y el 4º representan las armas de España, mostrando dentro de él las armas de la Corona de Castilla (Castilla y León) en el primer y el cuarto cuartel, y las de Aragón, Sicilia, Navarra, Jerusalén y Hungría, en el segundo y el tercero.

- El 2º y el 3º nos muestran las armas de Austria, representando a la Borgoña moderna, Borgoña antigua, Brabante, Flandes y Tirol.

Rodea a todo el escudo el collar de oro de la orden del toisón, acolado a un águila de dos cabezas de la que surmonta una corona imperial.
A ambos lados del águila contemplamos dos columnas con las leyendas "Plus (en la diestra) Ultra (en la siniestra)".
Toda esta representación tiene su origen con la llegada del emperador Carlos I a la Villa, basándose en una supuesta concesión al concejo de las armas imperiales por parte de Carlos I. El escudo representa las armas que este empleaba en 1520, tres años después de su paso por la zona.